# Ebi (Musiker)

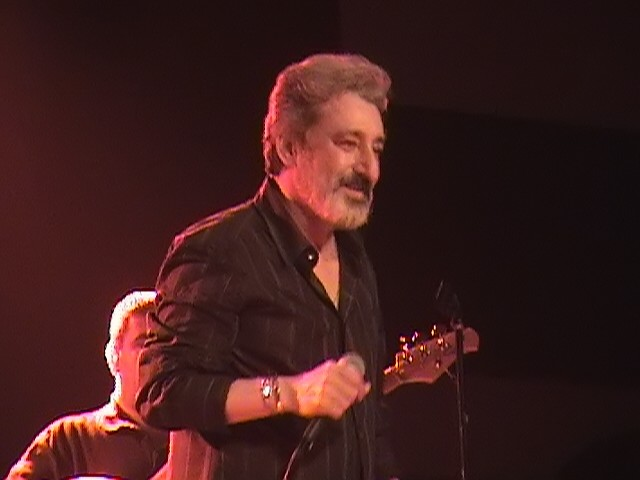
Ebi live in Montreal

Ebi (persisch ابی, eigtl. Ebrahim Hamedi, ابراهیم حامدی; * 22. Juni 1949 in Teheran) ist ein iranischer Sänger und Musiker. Er ist einer der bekanntesten Vertreter der iranischen Popmusik.

## Leben und Karriere
Ebi absolvierte eine klassische Gesangsausbildung und sang als Solist im iranischen Staatschor. Er entschied sich jedoch gegen eine Karriere als Opernsänger und wandte sich der Popmusik zu. Seine ersten fünf eigenen Singles wurden im Iran Nummer-eins-Hits.
1977 reiste er für eine Tournee in die USA. Noch während seines Aufenthaltes dort brach im Iran die Islamische Revolution aus. Ebi beschloss, dauerhaft in den USA zu bleiben. In den folgenden Jahren veröffentlichte er dort mehrere erfolgreiche Alben. In seinen Liedern äußerte er sich immer wieder kritisch zur politischen Situation im Iran. Er gewann international an Bekanntheit, unternahm zahlreiche Tourneen in alle Kontinente und gab ausverkaufte Konzerte unter anderem im Sydney Opera House, im Kennedy Center in Washington, in der Royal Albert Hall in London und in der Lanxess Arena in Köln. Im Iran war er trotz seiner großen Beliebtheit in der Bevölkerung politisch nicht willkommen und kehrte jahrzehntelang nicht dorthin zurück.

## Diskografie

### Alben
| - 1973: Tapesh - 1975: Nazi Naz Kon - 1976: Shab Zadeh - 1987: Kouh-e Yakh - 1988: Ba To - 1989: Gharibeh - 1990: Pir - 1990: Khalij-e Fars - 1993: Setareye Donbaleh Dar - 1993: Moallem-e Bad - 1994: Atal Matal | - 1995: Setareha-ye Sorbi - 1996: Atr-e To - 1997: Taj-e Taraneh - 1999: Tolue Kon - 2000: Khorshid Khanom - 2003: Shab-e Niloufari - 2006: Hasrat-e Parvaz - 2011: Hess-e Tanhaei - 2014: Jane Javani - 2019: Lalehzaar |

### Kollaborationen
- 1990: Noon O Panir O Sabzi (mit Dariush Eghbali)

### Singles (Auswahl)
| - Pooste Shab - Khali - 1987: Gheseh Eshgh - 1988: Shabzadeh - 1989: Goreez - 1989: Khanoom Gol - 1989: Delbar - 1989: Madad Rangi - 1989: Shekar - 1989: Kolbeh Man - 1991: Pichak - 1991: Ghorbat - 1991: Jabeh Javaher - 1992: Hezaro Yek Shab - 1995: Ghebleh - 1995: Setarehaye Sorbi | - 1995: Kee Ashkato Pak Mikoneh - 1995: Shab Geryeh - 1996: Ba Tou - 1996: Atre To - 1996: Masteh Cheshaat - 1996: Geryeh Nakon - 2003: Derakht - 2006: Harighe Sabz - 2010: Navazesh - 2011: Badbin - 2013: Todo Brilla / I Can Hear Christmas (mit Liel Kolet) - 2014: Jane Javani - 2014: Akharin Bar - 2016: Delpoosh - 2018: Nafas Nafas - 2019: Lalehzaar |